# Broborg
En broborg (tysk: Brückenburg) er en type borg, der blev opført for at sikre og overvåge et vigtigt vadested eller en broforbindelse over en flod. I snæver forstand henviser betegnelsen til borge, der er bygget direkte på eller ved en bro. 
Disse befæstninger fungerede ofte som toldborge, hvor man opkrævede afgift eller told, og var kun bemandet af et mindre kompagni soldater. I Europa findes flere bevarede eksempler på broborge, især i den sydlige og sydøstlige del af kontinentet.
Broborge er kun sjældent omtalt som særskilt type i den faglige litteratur og skelnes ikke altid klart fra den beslægtede "befæstet bro". I middelalderens Europa var det almindeligt, at flodovergange blev beskyttet af tårne og udenværker eller forværker.

## Eksempler
Den største bevarede broborg er broen Ponte visconteo i Valeggio sul Mincio (Provinsen Verona, Norditalien). I senmiddelalderen lod Gian Galeazzo Visconti opføre en monumental brofæstning forbundet med den firefløjede hovedborg mellem Mantova og Gardasøen. Brofæstningen ligger omkring 100 m lavere end højborgen. Tre porttårne var forbundet med ringmure og 14 bastioner. Porttårnet under højborgen er svagt befæstet. Soldaternes opholdsrum lå i midterporten, der sammen med bagporten lukkede overgangen af med en massiv tværbjælke.
Tyskernes Port over floden Seille i Metz er den sidste eksisterende broborg i Frankrig. Den har fæstningstårne, kreneleringr og machicouliser. Borgen spillede en afgørende rolle under belejringen af Metz 1552–1553 af kejser Karl V. Skydhuller fra musketild kan stadig ses i facaden.
Den staufiske dobbelttårnsport på den romerske bro over Volturno i Capua, Italien, regnes også som broborg. Frederik 2. af Hohenstaufen opførte her en monumental indgang til Kongeriget Begge Sicilier, hvoraf der kun er bevaret ruiner i dag.
Den berømte broborg Stari Most i Mostar (Bosnien-Hercegovina) blev delvist ødelagt i 1993 af bosnisk-kroatiske styrker, men senere genopført. Oprindeligt, ca. 1450, blev to store befæstede tårne rejst på hver side af floden for at beskytte en hængebro, som i 1566 blev erstattet af en stenbuebro.

## Befæstede broer
Et klassisk eksempel på en befæstet bro er Pont Valentré nær Cahors (Midi-Pyrénées) i Sydfrankrig. Anlægget er næsten fuldstændigt bevaret med undtagelse af den østlige barbican, som blev fjernet i 1800-tallet. I Tyskland og Centraleuropa er der som regel kun ruiner af brobefæstninger tilbage – ofte blot enkeltstående porttårne som fx på Steinernen Brücke i Regensburg og Karlsbroen i Prag.